# Polyphylla stellata
Polyphylla stellata är en skalbaggsart som beskrevs av Young 1986. Polyphylla stellata ingår i släktet Polyphylla och familjen Melolonthidae. Inga underarter finns listade i Catalogue of Life.